# Горка (Леуновское сельское поселение)
Горка — деревня в Холмогорском районе Архангельской области.

## География
Находится в южной части Архангельской области на расстоянии приблизительно 55 км на восток по прямой от административного центра района села Холмогоры на правом берегу Пинеги.

## История
Была показана еще на карте Шуберта (1826—1840 годы). До 2015 года входила в Леуновское сельское поселение, с 2015 по 2022 года в Белогорское сельское поселение до его упразднения.

## Население
Численность населения: 16 человек (русские 100 %) в 2002 году, 5 в 2010.